# Schnellroda
Schnellroda ist ein Ortsteil der Gemeinde Steigra im Saalekreis in Sachsen-Anhalt (Deutschland). Die Eingemeindung erfolgte mit Wirkung vom 1. Januar 2010 gemeinsam mit der aufgelösten Gemeinde Albersroda, in die Schnellroda 1974 eingemeindet worden war.

## Geschichte

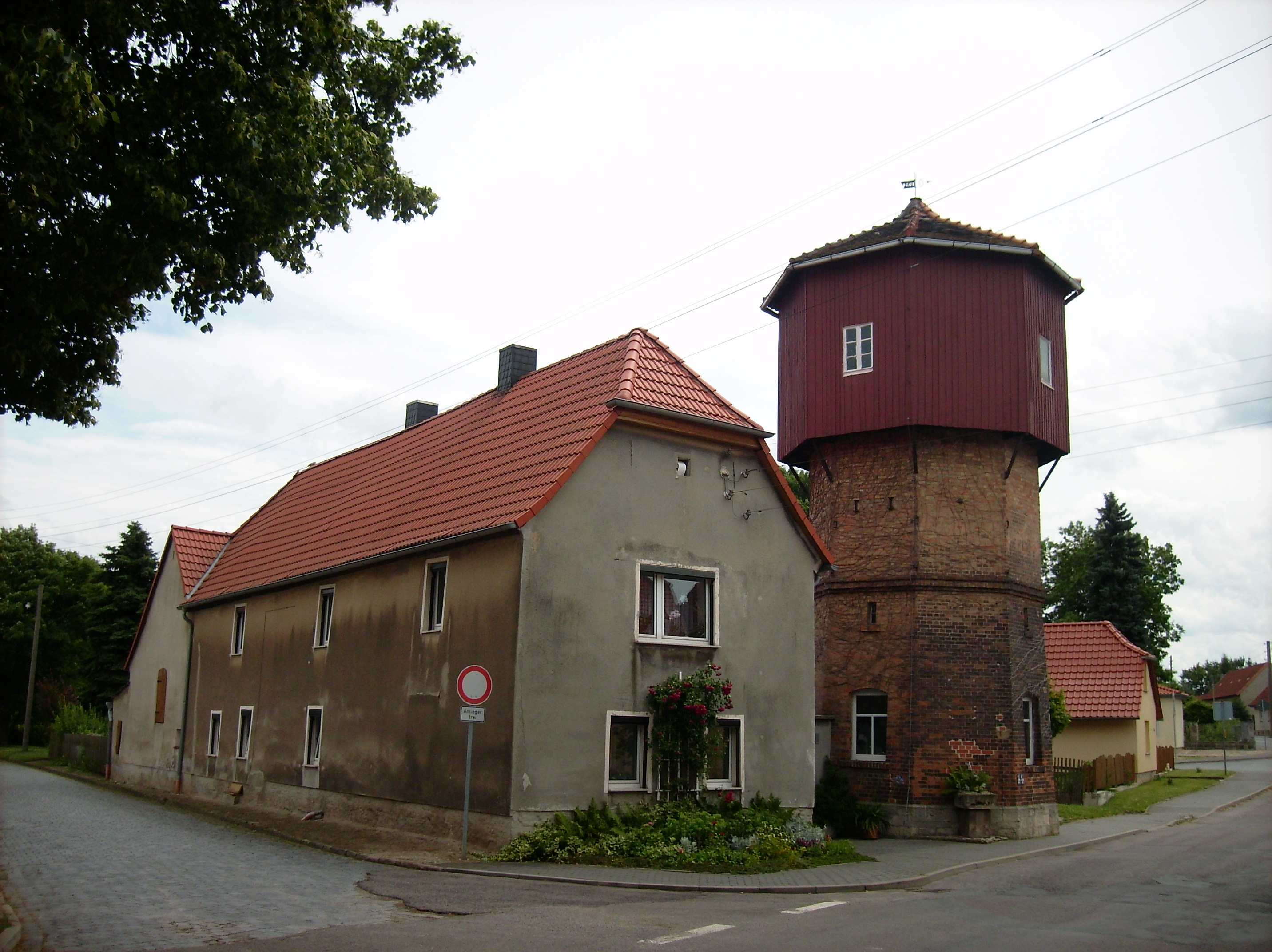
Wasserturm in Schnellroda, von 1902 bis 1975 in Betrieb

Schnellroda liegt ca. 700 Meter nördlich von Albersroda und wurde 1142 als Snellendorf (= Siedlung eines Snello) erstmals urkundlich erwähnt. Für das Jahr 1208 ist der Name Snellenrode bezeugt. Der Ort gehörte ursprünglich als Bamberger Afterlehen mit dem gleichnamigen Bamberger Ministerialengeschlecht „von Schnellroda“ zu Burgscheidungen. Ort und Rittergut Schnellroda gehörten den von Kannewurf von 1497 bis 1748 und erweiterten die mittlerweile reformierte Kirche, was durch einen Gedenkstein aus dem Jahr 1665 belegt ist. Nachfolgend die Familien von Rockhausen auf Kirchscheidungen und die Grafen von der Schulenburg auf Burgscheidungen (bis 1945). Die Familie Hanse, die das Rittergut ab 1871 besaß, wurde 1945 durch die Bodenreform enteignet und verließ den Ort.
Schnellroda gehörte bis 1815 zum wettinischen, später kursächsischen Amt Freyburg. Durch die Beschlüsse des Wiener Kongresses kam der Ort zu Preußen und wurde 1816 dem Kreis Querfurt im Regierungsbezirk Merseburg der Provinz Sachsen zugeteilt, zu dem er bis 1944 gehörte. Schnellroda wurde 1974 zu Albersroda eingemeindet.

## Baugeschichte
Schnellroda verfügt über einen Landgasthof, einen Kindergarten und ein pyramidenförmiges Kriegerdenkmal, das 2003 renoviert wurde. Wie auch im benachbarten Albersroda, erhebt sich mitten im Ort ein markanter Wasserturm. Nach der Bodenreform 1945 entstanden Neubauernstellen an der Hauptstraße und an der Müchelstraße am östlichen Ortsrand. Die LPG Steigra betrieb in Schnellroda Schweinemast und -zucht wie auch Bullenmast und Pferdezucht. Zudem hatte die LPG Pflanzenproduktion Abersroda ihren Sitz im Ort.

## Religion

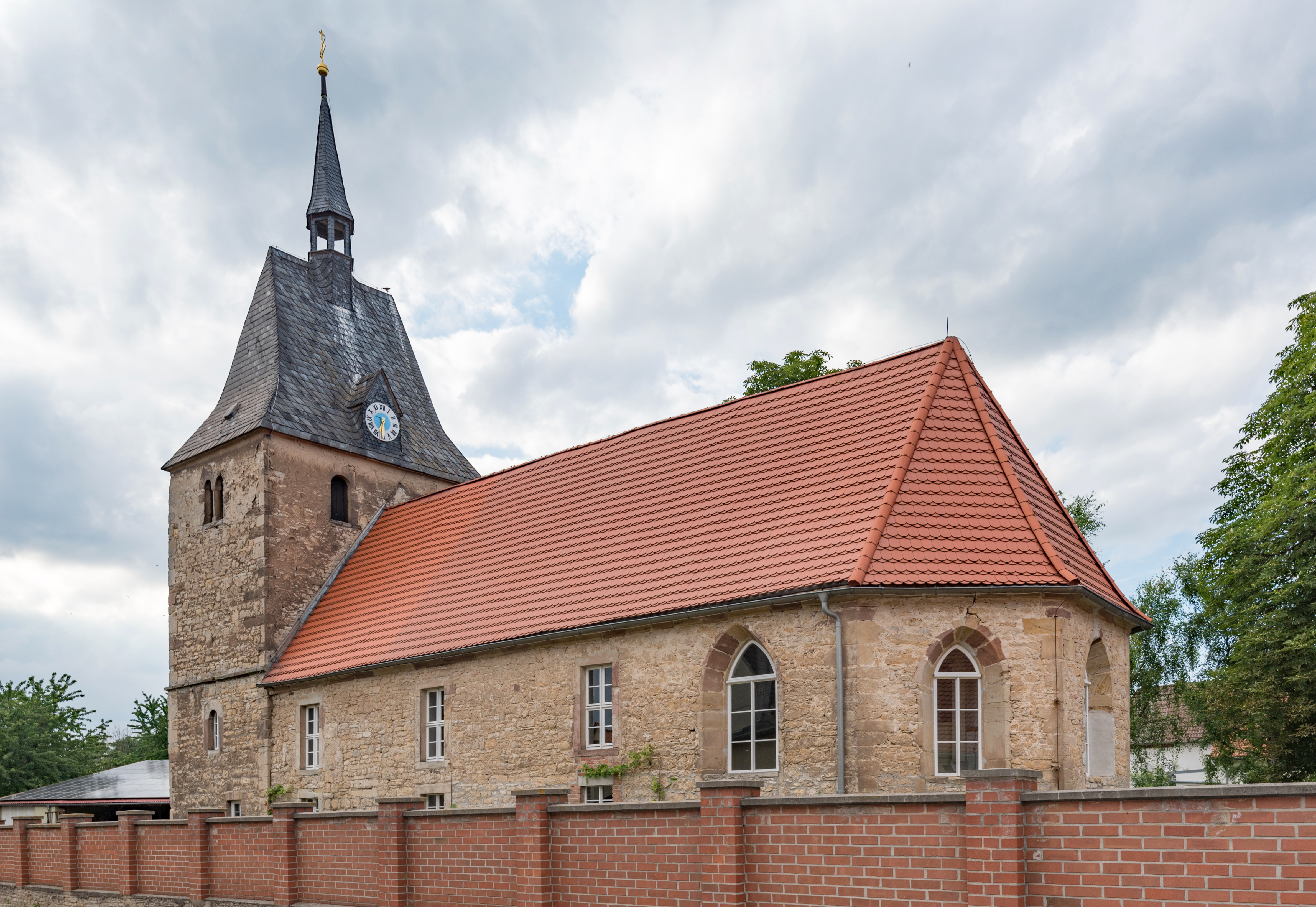
St.-Matthaei-Kirche

Die St.-Matthaei-Kirche, die einzige Kirche in Schnellroda, ist nach dem Evangelisten Matthäus benannt und gehört zur Kirchengemeinde Schnellroda-Albersroda im Kirchenkreis Merseburg der Evangelischen Kirche in Mitteldeutschland. Die St.-Matthaei-Kirche besitzt einen frühgotischen Turm mit gekuppelten Schallöffnungen. Zum barock erneuerten Kirchenschiff öffnet sich vom Turm aus ein Spitzbogen. Aus dem Jahr 1720 stammt die ehemalige Herrschaftsloge, der hölzerne Kanzelaltar vom Anfang des 18. Jahrhunderts.
Nach dem Zweiten Weltkrieg kamen durch die Flucht und Vertreibung Deutscher aus Mittel- und Osteuropa wieder Katholiken in den seit der Reformation protestantisch geprägten Raum Schnellroda, sodass 1957 in Schnellroda eine katholische Kapelle eingeweiht wurde. Zur Gründung einer eigenen katholischen Gemeinde kam es in Schnellroda nicht. Die dem Erzengel Michael gewidmete Kapelle stand östlich der Straße Oberdorf und wurde bis auf einen Mauerrest inzwischen abgetragen, nachdem sie wohl um 1997 aufgegeben worden war. Heute gehören Katholiken in Schnellroda zur Pfarrei St. Norbert Merseburg, das nächstgelegene katholische Gotteshaus befindet sich in Nebra (Unstrut).

## Vereinsleben
Das Vereins- und Dorfleben ist organisiert im „Traditionsverein“, der Musikkapelle und dem „Traktorklub“. Höhepunkte im Dorfjahr sind neben den kirchlichen Hochfesten Weihnachten und Ostern vor allem das „Pfingstbier“ (mit ungebrochener 287-jähriger Tradition), der Erntedank sowie das den Hauseigentümern vorbehaltene Heringsessen am Faschingsdienstag.

## Sitz des Instituts für Staatspolitik (IfS)
Seit 2002 bis zur Auflösung 2024 war das Rittergut Schnellroda Sitz und Veranstaltungsort des laut Verfassungsschutz „gesichert rechtsextremen“, in privater Trägerschaft betriebenen Instituts für Staatspolitik mit seinem Verlag Antaios.

## Wirtschaft und Verkehr

### Wirtschaft
Ansässig ist der Verlag Antaios e. K., der vom Publizisten und rechtsextremen Politaktivisten Götz Kubitschek geleitet wird.

## Persönlichkeiten

### Söhne und Töchter von Schnellroda
- Joachim Borsdorff (1919–1985), Kommunalpolitiker (SPD) und Bürgermeister von Darmstadt.

### Mit Schnellroda verbunden
- Carl Wilhelm Slevogt (* 1753), Justizamtmann und Rittergutsbesitzer
- Götz Kubitschek (* 1970), Verleger, Publizist und politischer Aktivist der Neuen Rechten.
- Ellen Kositza (* 1973), Journalistin und Publizistin der Neuen Rechten.